# Мій вовк
Мій вовк (фр. Mystère; англ. Vicky and Her Mystery) — драматичний фільм виробництва Франції 2021 року. Режисер та сценарист Дені Імбер. Продюсери Клеман Місерез й Матьє Вартер. Світова прем'єра відбулася 16 грудня 2020 року; прем'єра в Україні — 13 січня 2022-го.

## Сюжет
Восьмирічна Вікторія переїздить з батьком із міста в будиночок у горах. Одного разу під час прогулянки вони зустрічають пастуха, той дарує дівчинці цуценя «Секрет», який стає їй найкращим другом. Згодом цуценя виростає в агресивного хижака. Але ж дружба не знає кордонів.

## У ролях
| Актор           | Роль     |
| --------------- | -------- |
| Венсан Ельбаз   |          |
| Марі Жиллен     |          |
| Шанна Кейл      |          |
| Ерік Ельмосніно | Тьєрі    |
| Чеки Каріо      | Бруно    |
| Ерік Савін      | Жан-Поль |
| Ромен Ланкрі    |          |
| Вінсент Деньяр  |          |